# László Polgár (šahovski pedagog)
László Polgár (Đunđuš, 11. svibnja 1946.), mađarski šahist, šahovski trener, nastavnik, esperantist, pisac i psiholog.
Rodom iz mađarskoj židovskoj obitelji. Njegov otac Ármin Protyovin bio je u mađarskoj radnoj službi a mati Bella preživjela je sabirni logor. Njegovi su djedovi i bake ubijeni u sabirnom logoru u Auschwitzu. László je odgojen u religioznom duhu te je izvorno htio postati rabin. Mati je emigrirala 1956. s Lászlóvom mlađom sestrom na Zapad. Otac je ostao i završio židovsku gimnaziju u Budimpešti. 
Radio je kao varilac te položio tečaj za pedagogiju, psihologiju i esperanto. Zaposlio se u srednjoj školi i predavao crtanje i etiku. Suprugu Kláru Altberger, nakon kratka prijateljstva. Rođena je 1946. u Ukrajini u enklavi gdje se govori mađarski, Viloku u Zakarpatskoj oblasti. Upoznali su se prvi put u Budimpešti 1965., a vjenčali su se 20. travnja 1967. 19.  travnja 1969. rodila se prva kći Zsuzsa, kći Zsófia 1974. i Judit 1976. godine.
Više nego kao igrač, poznat je kao stručnjak šahovske teorije. U osobnoj zbirci ima 10 000 knjiga o šahu. Prije svega bavi se radom s najmlađim šahistima, tvrdeći da se geniji ne rađaju nego ih se stvara.

## Djela
- Nevelj zsenit!, 1989., ISBN 963-01-9976-9
- Minichess, 1995., ISBN 963-450-805-7
- Chess: 5334 Problems, Combinations, and Games, 1994., ISBN 1-884822-31-2
- Chess: Reform Chess, 1997., ISBN 3-89508-226-0
- Chess: Middlegames, 1998., ISBN 3-89508-683-5
- Chess: Endgames, 1999., ISBN 3-8290-0507-5
- Királynõk és királyok. Sakk, Szerelem, Szex, 2004., ISBN 963-216-008-8
- Salom haver: Zsidó származású magyar sakkozók antológiája, 2004., ISBN 963-214-570-4
- PeCHESS ember elCHESSte, 2004., ISBN 963-86531-1-6
- Polgar Superstar Chess, 2004., ISBN 963-216-009-6
- Polgar Superstar Chess II, 2005., ISBN 963-86531-4-0
- I Love Superstar Chess, 2005., ISBN 963-86738-5-0
- Hatágú csillag. Sakk, képzõmûvészet és humor, 2005., ISBN 963-86531-5-9
- Biztonság. Sakk és humor, 2005., ISBN 963-86531-9-1
- Knight, 2005., ISBN 963-86738-2-6
- Queens, 2005., ISBN 963-86738-0-X
- Blanka: Miniaturaj sakproblemoj (Bijelo: minijatorni šahovski problemi), 2005.,  ISBN 963-86531-7-5
- Sakkmat(t)ek. Sakk, matematika, humor, 2005., ISBN 963-86531-6-7
- Eszperantó és sakk (Šah i esperanto), 2006., ISBN 963-86738-7-7
- La stelita stel', 2006., ISBN 963-87042-0-9
- Barna Viktor Pályafutásom, 2013, ISBN 978-963-9807-79-2

## Vanjske poveznice
- Literatur von und über László Polgár, Katalog Njemačke nacionalne knjižnice